# 草酸镝
草酸镝是镝的草酸盐，化学式为Dy2(C2O4)3，其水合物可由氯化镝和草酸反应得到。它的十水合物受热分解得到无水物，继续加热得到氧化镝。它和盐酸反应得到H[Dy(C2O4)2]·6H2O。